# Nnamdi Azikiwestadion
Het Nnamdi Azikiwestadion is een multifunctioneel stadion in Enugu, een stad in Nigeria.
Het stadion is vernoemd naar Nnamdi Azikiwe (1904–1996), president van Nigeria van 1963 tot 1966.
Het stadion wordt vooral gebruikt voor voetbalwedstrijden, de voetbalclub Enugu Rangers International maakt gebruik van dit stadion. Er ligt behalve een grasveld ook een atletiekbaan. In het stadion is plaats voor 22.000 toeschouwers. Het stadion werd geopend in 1986. Daarna werd het twee keer gerenoveerd, in 1999 en 2009. In 2009 werd er een kunstgrasmat neergelegd. 

## Internationale toernooien
Het stadion werd een aantal keer gebruikt voor een internationaal toernooi. Zo werd in 1999 het Wereldkampioenschap voetbal onder de 20 in Nigeria gespeeld. Dit stadion werd toen gebruikt voor zes groepswedstrijden, een achtste finale en de kwartfinale tussen Mali en Nigeria (3–1) Tien jaar later was er wederom een internationaal toernooi, dit keer het Wereldkampioenschap voetbal onder 17 jaar. Op dat toernooi werden in dit stadion 6 groepswedstrijden en de achtste finale tussen Turkije en de Verenigde Arabische Emiraten gespeeld (2–0).